# Nekrolog 2. Quartal 1978
Nekrolog
◄◄
| ◄
| 1974
| 1975
| 1976
| 1977
| 1978 | 1979 | 1980 | 1981 | 1982 | ► | ►►
1. Quartal |
2. Quartal |
3. Quartal |
4. Quartal 1978
Weitere Ereignisse | Allgemeiner Nekrolog 1978
Die Beschreibung der verstorbenen Person sollte so kurz wie möglich gehalten sein und nur deren signifikante Tätigkeit(en) enthalten.
Neue Namen ggf. auch unter dem Geburts- und Sterbedatum, also etwa unter 1. Januar und im Geburts- und Sterbejahr (2024) eintragen (nur bei entsprechender großer Wichtigkeit). Für Beispiele siehe die schon vorhandenen Artikel.
Außerdem über die fünf zuletzt Verstorbenen, zu denen es einen ausreichend guten Artikel für eine Präsentation auf der Hauptseite gibt, nach der todesbedingten Überarbeitung der Artikel ggf. auch unter Wikipedia Diskussion:Hauptseite informieren und sie am besten auch in den anderen Wikipedia-Sprachversionen eintragen. Tipp: Regelmäßig bei news.google.de nach „ist tot“, „gestorben“ oder „verstorben“ suchen.
Wenn eine Person gestorben ist, gibt es viele Seiten zu dieser Person in der Wikipedia, die davon auch betroffen sind und entsprechend aktualisiert werden müssen. Beispiele: Namenübersichtsseite, Geburtsjahr, Geburtsort-Seiten und viele mehr.
Wie finde ich die betroffenen Seiten?
Im Suchfeld auf der linken Seite gibt man den Suchbegriff so ein: „Vorname Nachname“. Dann klickt man auf Volltext und alle Seiten mit entsprechendem Suchtext werden aufgerufen. Hier sieht man dann schnell, wo auch das Todesjahr Sinn macht oder sogar ein Teil des Artikels angepasst werden muss. Auch hilft das „Werkzeug“ auf der linken Seite sehr gut, um solche Seiten aufzufinden: „Links auf diese Seite“. Somit ist die Wikipedia wieder aktuell in allen Bereichen! Hinweis: bei Eintragung der Kategorie „Gestorben JAHR“ wird der Missbrauchsfilter 49 ausgelöst, was jedoch nicht schlimm ist. Siehe: Spezial:Missbrauchsfilter/49
Dies ist eine Liste von im zweiten Quartal 1978 verstorbenen bekannten Persönlichkeiten. Die Einträge erfolgen innerhalb der einzelnen Daten alphabetisch sortiert. Tiere sind im Nekrolog für Tiere zu finden.

## April
| Tag       | Name                                        | Beruf, bekannt als                                                                                         | Alter | Beleg |
| --------- | ------------------------------------------- | --- | ----- | ----- |
| 1. April  | Adalbert Colsman                            | deutscher Unternehmer und Kunstmäzen                                                                       | 91    |       |
| 1. April  | Erwin Damerow                               | deutscher Bildhauer                                                                                        | 72    |       |
| 1. April  | Friedrich Knorr                             | deutscher Bibliothekar und Politiker (CSU), MdB                                                            | 73    |       |
| 1. April  | Olaf Nygaard                                | norwegischer Radrennfahrer und Radsportfunktionär                                                          | 83    |       |
| 2. April  | Hans Eisenkolb                              | österreichischer Politiker (NSDAP), MdR und SS-Führer                                                      | 72    |       |
| 2. April  | Willi Kaidel                                | deutscher Ruderer                                                                                          | 65    |       |
| 2. April  | Ray Noble                                   | britischer Big Band Leader, Arrangeur, Komponist und Schauspieler                                          | 74    |       |
| 2. April  | Wolfgang Schmidt-Futterer                   | deutscher Zivilrichter am Landgericht Mannheim                                                             | 50    |       |
| 2. April  | Thilo Vogelsang                             | deutscher Historiker und Hochschullehrer                                                                   | 59    |       |
| 3. April  | René Altmann                                | österreichischer Lyriker                                                                                   | 48    |       |
| 3. April  | Karl Haberland                              | deutscher Politiker und Oberbürgermeister                                                                  | 85    |       |
| 3. April  | Hirano Ken                                  | japanischer Schriftsteller und Literaturkritiker                                                           | 70    |       |
| 3. April  | Horst-Tanu Margraf                          | deutscher Dirigent                                                                                         | 74    |       |
| 3. April  | Pius Moosbrugger                            | österreichischer Politiker (SPÖ), Landtagsabgeordneter in Vorarlberg                                       | 80    |       |
| 3. April  | Winston Sharples                            | US-amerikanischer Komponist                                                                                | 69    |       |
| 3. April  | Hans Volz                                   | deutscher Historiker, Herausgeber und NS-Propagandist                                                      | 74    |       |
| 4. April  | Josef Ausweger                              | österreichischer Politiker (ÖVP), Landtagsabgeordneter                                                     | 77    |       |
| 4. April  | Allan Billing                               | schwedischer Fußballspieler und -trainer                                                                   | 76    |       |
| 4. April  | Gabriele Bitterlich                         | österreichische römisch-katholische Neuoffenbarerin, angebliche Seherin und Gründerin des Engelwerkes      | 81    |       |
| 4. April  | F. Joseph Donohue                           | US-amerikanischer Politiker                                                                                | 78    |       |
| 4. April  | Eggert Knuth-Winterfeldt                    | dänischer Chemiker und Hochschullehrer                                                                     | 65    |       |
| 4. April  | Arkadi Georgijewitsch Kolesnikow            | sowjetischer Physiker                                                                                      | 70    |       |
| 4. April  | Krastjo Mirski                              | bulgarischer Regisseur                                                                                     | 58    |       |
| 4. April  | Josef Schmidt                               | österreichischer Politiker (CS), Abgeordneter zum Nationalrat, Landesrat von Vorarlberg                    | 88    |       |
| 5. April  | Harry Douglass, Baron Douglass of Cleveland | britischer Gewerkschaftsfunktionär                                                                         | 76    |       |
| 5. April  | Jakob Häne                                  | Schweizer Kunstmaler                                                                                       | 64    |       |
| 5. April  | Daki Jordanow                               | bulgarischer Botaniker                                                                                     | 84    |       |
| 5. April  | Fritz Landenberger                          | deutscher Augenarzt und Politiker (CDU)                                                                    | 85    |       |
| 5. April  | Fritz Tröger                                | deutscher Maler und Grafiker                                                                               | 83    |       |
| 6. April  | Gerhard Aichinger                           | österreichisch-deutscher Schriftsteller                                                                    | 78    |       |
| 6. April  | Armin Dadieu                                | österreichischer Chemiker und Raketenexperte                                                               | 76    |       |
| 6. April  | Johann Gmeiner                              | österreichischer Politiker (SPÖ), Landtagsabgeordneter                                                     | 74    |       |
| 6. April  | Nicolas Nabokov                             | russisch-amerikanischer Komponist                                                                          | 74    |       |
| 6. April  | Wilhelm Novy                                | österreichisch-ungarischer bzw. tschechoslowakischer Politiker                                             | 86    |       |
| 6. April  | Hans Schmeer                                | deutscher Bibliothekar                                                                                     | 75    |       |
| 6. April  | Wilhelm Wohlgemuth                          | deutscher Finanzbeamter und Politiker (NSDAP), Oberbürgermeister von Aschaffenburg                         | 77    |       |
| 7. April  | Karl Humburg                                | deutscher Elektrotechniker und Hochschullehrer                                                             | 93    |       |
| 8. April  | Lon Fuller                                  | amerikanischer Rechtsphilosoph                                                                             | 75    |       |
| 8. April  | Peter Igelhoff                              | österreichischer Musiker und Komponist                                                                     | 73    |       |
| 8. April  | Georges Lerminier                           | französischer Romanist und Theaterwissenschaftler                                                          | 62    |       |
| 8. April  | Clemente Marroquín Rojas                    | guatemaltekischer Autor und Politiker                                                                      | 80    |       |
| 8. April  | Josef Schadler                              | österreichischer Geologe und Mineraloge                                                                    | 88    |       |
| 8. April  | Kurt Voß                                    | deutscher Fußballspieler                                                                                   | 77    |       |
| 9. April  | Josef Bauer                                 | deutscher Jurist und Politiker (CSU), MdL                                                                  | 66    |       |
| 9. April  | Herbert P. Broida                           | US-amerikanischer Physiker                                                                                 | 57    |       |
| 9. April  | Otto Broschek                               | österreichischer Unternehmer, Wiener Hafendirektor und Firmengründer                                       | 75    |       |
| 9. April  | René Carol                                  | deutscher Schlagersänger, Schauspieler und Entertainer                                                     | 57    |       |
| 9. April  | Herbert Kiper                               | deutscher Schauspieler, Sänger und Bühnenautor                                                             | 80    |       |
| 9. April  | Vivian McGrath                              | australischer Tennisspieler                                                                                | 62    |       |
| 9. April  | Staffan Norlind                             | schwedischer Maler und Musiker                                                                             | 68    |       |
| 9. April  | Michael Wilson                              | US-amerikanischer Drehbuchautor                                                                            | 63    |       |
| 10. April | José Delaquerrière                          | französisch-kanadischer Operettensänger (Tenor), Komponist und Gesangspädagoge                             | 91    |       |
| 10. April | Manuel de Medeiros Guerreiro                | portugiesischer Ordensgeistlicher, katholischer Bischof von Nampula                                        | 86    |       |
| 10. April | Irma Lindheim                               | US-amerikanische Zionistin und israelische Kibbuznik                                                       | 91    |       |
| 10. April | Hermann Lübbing                             | deutscher Archivar                                                                                         | 77    |       |
| 10. April | Hjalmar Mäe                                 | estnischer Politiker und Kollaborateur                                                                     | 76    |       |
| 10. April | Robert Naumann                              | deutscher Politökonom. Professor und Mitglied des ZK der SED                                               | 78    |       |
| 10. April | Endre Sík                                   | ungarischer kommunistischer Politiker                                                                      | 87    |       |
| 10. April | Ernst Theumer                               | österreichischer Politiker (SPÖ)                                                                           | 88    |       |
| 11. April | Richard Kraus                               | deutscher Dirigent                                                                                         | 75    |       |
| 11. April | Anton Liebe                                 | österreichischer Architekt                                                                                 | 72    |       |
| 11. April | Ian MacDonald                               | US-amerikanischer Schauspieler und Filmproduzent                                                           | 63    |       |
| 11. April | Frangiskos Manellis                         | griechischer Schauspieler und Komiker                                                                      |       |       |
| 11. April | Julius Wellstein                            | deutscher Mathematiker                                                                                     | 90    |       |
| 12. April | Tobias Jehle                                | liechtensteinischer Bauunternehmer und Politiker (FBP)                                                     | 92    |       |
| 12. April | Lydia Kath                                  | deutsche Schriftstellerin                                                                                  | 71    |       |
| 12. April | Joachim Leuschner                           | deutscher Historiker und Hochschullehrer                                                                   | 55    |       |
| 12. April | Hermann Rentzsch                            | deutscher Militär, Offizier der NVA                                                                        | 64    |       |
| 12. April | Jakob Strasser                              | Schweizer Kunstmaler                                                                                       | 81    |       |
| 13. April | Asadollah Alam                              | iranischer Premierminister                                                                                 |       |       |
| 13. April | Ernst Bantle                                | deutscher Fußballspieler                                                                                   | 77    |       |
| 13. April | Jean de Capistran Aimé Cayer                | kanadischer Ordensgeistlicher, Apostolischer Vikar von Alexandria in Ägypten                               | 77    |       |
| 13. April | Jack Chambers                               | kanadischer Maler und Filmemacher                                                                          | 47    |       |
| 13. April | Suresh Goel                                 | indischer Badmintonspieler                                                                                 | 34    |       |
| 13. April | Martin Lutter                               | deutscher Offizier und Gutsbesitzer                                                                        | 103   |       |
| 13. April | Paul McGrath                                | US-amerikanischer Schauspieler                                                                             | 74    |       |
| 13. April | James Peddie, Baron Peddie                  | britischer Politiker                                                                                       | 73    |       |
| 13. April | Gusti Pichler                               | österreichische Tänzerin                                                                                   | 84    |       |
| 13. April | Funmilayo Ransome-Kuti                      | nigerianische Politikerin und Feministin                                                                   | 77    |       |
| 13. April | Rupert Roth                                 | österreichischer Politiker (ÖVP), Abgeordneter zum Nationalrat                                             | 74    |       |
| 13. April | Hermann Vogt                                | deutscher Offizier der DDR                                                                                 | 63    |       |
| 14. April | André Beautemps                             | belgischer Comiczeichner                                                                                   | 29    |       |
| 14. April | Hanuš Berka                                 | tschechoslowakischer Jazzmusiker                                                                           | 36    |       |
| 14. April | Hans Christ                                 | deutscher Kunsthistoriker und Hochschullehrer                                                              | 93    |       |
| 14. April | Hermann Etzel                               | deutscher Politiker (BP), MdL                                                                              | 95    |       |
| 14. April | Heinrich Hemsath                            | deutscher Politiker (SPD), MdL                                                                             | 75    |       |
| 14. April | James Mendonça                              | indischer Geistlicher, Bischof von Tiruchirappalli                                                         | 86    |       |
| 14. April | Fritz Schönebeck                            | deutscher NDPD-Funktionär                                                                                  | 75    |       |
| 15. April | Charly Gaudriot                             | österreichischer Jazz- und Unterhaltungsmusiker                                                            | 83    |       |
| 15. April | Helmut Krause                               | deutscher Maler und Grafiker                                                                               | 72    |       |
| 15. April | John Anthony King Mussio                    | US-amerikanischer Geistlicher, Bischof von Steubenville                                                    | 75    |       |
| 15. April | Marcel-Edmond Naegelen                      | französischer Politiker (SFIO)                                                                             | 86    |       |
| 15. April | Ernst Schnydrig                             | Schweizer Journalist, Schriftsteller und römisch-katholischer Ordenspriester                               | 65    |       |
| 15. April | Gustav Adolf Sellin                         | schwedischer Skisportler                                                                                   | 61    |       |
| 15. April | Erich Titschack                             | deutscher Zoologe                                                                                          | 85    |       |
| 16. April | Arnold Bender                               | deutsch-britischer Schriftsteller                                                                          | 73    |       |
| 16. April | Francis X. Bushman junior                   | US-amerikanischer Schauspieler                                                                             | 74    |       |
| 16. April | Lucius D. Clay                              | US-amerikanischer Politiker und Militärangehöriger                                                         | 79    |       |
| 16. April | Joseph Delteil                              | französischer Schriftsteller                                                                               | 83    |       |
| 16. April | Kuroda Nagamichi                            | japanischer Ornithologe                                                                                    | 88    |       |
| 16. April | Richard Lindner                             | US-amerikanischer Maler deutscher Herkunft                                                                 | 76    |       |
| 16. April | Meta Malikowski                             | deutsche Politikerin (Sozialdemokratische Partei der Freien Stadt Danzig)                                  | 91    |       |
| 16. April | Alfred Ollesch                              | deutscher Ingenieur und Politiker (FDP), MdL, MdB                                                          | 62    |       |
| 16. April | Philibert Tsiranana                         | madagassischer Politiker, Präsident Madagaskars (1960–1972), Mitglied der Nationalversammlung (Frankreich) | 65    |       |
| 17. April | Ewald Balser                                | deutscher Schauspieler                                                                                     | 79    |       |
| 17. April | Mir Akbar Khyber                            | afghanischer Politiker                                                                                     | 53    |       |
| 17. April | Floreal Ruiz                                | argentinischer Tangosänger                                                                                 | 62    |       |
| 17. April | Walter Wetzel                               | deutscher Paläontologe und Geologe                                                                         | 91    |       |
| 18. April | Zsolt Baranyai                              | ungarischer Mathematiker                                                                                   | 29    |       |
| 18. April | Karl Holtz                                  | deutscher Grafiker, Zeichner und Karikaturist                                                              | 79    |       |
| 18. April | Abdul Hameed Siddiqui                       | pakistanischer islamischer Gelehrter und Koranexeget und Hochschullehrer                                   | 54    |       |
| 18. April | Udo Smidt                                   | deutscher evangelisch-reformierter Theologe                                                                | 77    |       |
| 19. April | Willi Baur                                  | deutscher Bauingenieur                                                                                     | 64    |       |
| 19. April | Erich Bederke                               | deutscher Geologe                                                                                          | 82    |       |
| 19. April | Luis Díaz                                   | argentinischer Opern- und Tangosänger, Schauspieler und Tangodichter                                       | 85    |       |
| 19. April | Elsa Gidoni                                 | deutsch-amerikanische Architektin und Designerin für Innenarchitektur                                      | 79    |       |
| 19. April | Thea Grodtczinsky                           | deutsche Schauspielerin                                                                                    | 84    |       |
| 19. April | Willy Popp                                  | deutscher Schachkomponist und -funktionär                                                                  | 76    |       |
| 20. April | Jean Babelon                                | französischer Numismatiker                                                                                 | 89    |       |
| 20. April | Justin Carlyle Gruelle                      | US-amerikanischer Maler, Illustrator und Wandbildkünstler                                                  | 88    |       |
| 20. April | Walter Haag                                 | deutscher Filmarchitekt, Bildhauer und Architekt                                                           | 80    |       |
| 20. April | Károly Kővári                               | ungarischer Wintersportler                                                                                 | 65    |       |
| 20. April | Erwin Metzmeier                             | deutscher Schiffbauingenieur und Hochschullehrer                                                           | 64    |       |
| 20. April | Ferdinand Peroutka                          | tschechischer Journalist                                                                                   | 83    |       |
| 20. April | Wilhelm Treibs                              | deutscher Chemiker                                                                                         | 87    |       |
| 21. April | Walter Ackermann                            | deutscher Pädagoge                                                                                         | 88    |       |
| 21. April | Sandy Denny                                 | britische Sängerin und Songschreiberin                                                                     | 31    |       |
| 21. April | Tabaré Etcheverry                           | uruguayischer Sänger und Komponist                                                                         | 32    |       |
| 21. April | Walter K. Granger                           | US-amerikanischer Politiker                                                                                | 89    |       |
| 21. April | Hermann Holzrichter                         | deutscher Unternehmer                                                                                      | 67    |       |
| 21. April | Bruno Jablonsky                             | deutscher Luftfahrtpionier, Erfinder und Unternehmer                                                       | 85    |       |
| 21. April | Angelo Maria Ripellino                      | italienischer Slawist, Dichter, Übersetzer und Autor                                                       | 54    |       |
| 22. April | Basil Dean                                  | britischer Filmregisseur, Filmproduzent, Schriftsteller, Schauspieler und Drehbuchautor                    | 89    |       |
| 22. April | Irvine Gaze                                 | australischer Kampfpilot und Expeditionsteilnehmer                                                         | 88    |       |
| 22. April | Will Geer                                   | US-amerikanischer Schauspieler                                                                             | 76    |       |
| 22. April | Otis Howard Green                           | US-amerikanischer Romanist und Hispanist                                                                   | 79    |       |
| 22. April | Karl Lohmann                                | deutscher Biochemiker                                                                                      | 80    |       |
| 22. April | Claire Schlichting                          | deutsche Schauspielerin und Komikerin                                                                      | 72    |       |
| 23. April | Franz Kinzl                                 | österreichischer Militärkapellmeister, Pädagoge und Komponist                                              | 82    |       |
| 23. April | Rudolf Lochner                              | deutsch-böhmischer Erziehungswissenschaftler, sudetendeutscher Volkstumskämpfer                            | 82    |       |
| 23. April | Franz Loskarn                               | deutscher Schauspieler und bayerischer Volksschauspieler                                                   | 87    |       |
| 23. April | Charles Mercier                             | französischer Priester, Orientalist                                                                        |       |       |
| 23. April | Frank Charles Moore                         | US-amerikanischer Politiker                                                                                | 82    |       |
| 23. April | Iwan Perewersew                             | sowjetischer Schauspieler                                                                                  | 63    |       |
| 23. April | Sigmund von Pölnitz                         | deutscher katholischer Geistlicher, Domkapitular und Direktor des Diözesanmuseums Bamberg                  | 76    |       |
| 23. April | Jacques Rueff                               | französischer Politiker, Wirtschafts- und Finanzexperte                                                    | 81    |       |
| 23. April | Ludwig Schneider                            | deutscher Politiker (FDP, DP, CDU), MdB                                                                    | 79    |       |
| 23. April | Carl Schwenk                                | deutscher Unternehmer                                                                                      | 94    |       |
| 24. April | Heartley Anderson                           | US-amerikanischer American-Football-Spieler und -Trainer                                                   | 79    |       |
| 24. April | Federico Chaves                             | paraguayischer Politiker                                                                                   | 96    |       |
| 24. April | Ilona Duczyńska                             | ungarisch-kanadische Widerstandskämpferin, Journalistin, Übersetzerin und Historikerin                     | 81    |       |
| 24. April | Viktor Gehring                              | deutscher Regisseur, Schauspieler und Drehbuchautor                                                        | 89    |       |
| 24. April | Rudolf Jäger                                | deutscher Architekt                                                                                        | 74    |       |
| 24. April | Wilhelm Jerger                              | österreichischer Komponist, Dirigent und Musikhistoriker                                                   | 75    |       |
| 24. April | Harold Ogust                                | amerikanischer Bridge-Spieler                                                                              | 61    |       |
| 25. April | Mario Castellani                            | italienischer Schauspieler                                                                                 | 71    |       |
| 25. April | Walter Hahn                                 | deutscher Politiker (CDU), Mitglied der Stadtverordnetenversammlung von Groß-Berlin                        | 83    |       |
| 25. April | Ernst Kaiser                                | Schweizer Mathematiker                                                                                     | 70    |       |
| 25. April | Zenta Mauriņa                               | lettische Schriftstellerin                                                                                 | 80    |       |
| 25. April | Jaro Merinsky                               | österreichischer Bauingenieur                                                                              | 82    |       |
| 25. April | Hannes Neuner                               | deutscher Bildhauer und Glasmaler                                                                          | 71    |       |
| 25. April | C. T. Rajagopal                             | indischer Mathematiker                                                                                     | 74    |       |
| 25. April | Otto Rössler                                | deutscher Politiker (BHE), MdL                                                                             | 74    |       |
| 25. April | Arne Rustadstuen                            | norwegischer Skilangläufer                                                                                 | 72    |       |
| 25. April | Tōgō Seiji                                  | japanischer Maler                                                                                          | 80    |       |
| 26. April | Ottavio Alessi                              | italienischer Filmregisseur                                                                                | 59    |       |
| 26. April | Bernhard Baatz                              | deutscher SS-Obersturmbannführer                                                                           | 67    |       |
| 26. April | Julio Bracho                                | mexikanischer Regisseur, Drehbuchautor und Schauspieler                                                    | 68    |       |
| 26. April | József Debreczeni                           | ungarisch-jugoslawischer Journalist und Autor                                                              | 27    |       |
| 26. April | Ewald Erb                                   | deutscher Literaturwissenschaftler                                                                         | 74    |       |
| 26. April | Gerhard Kleiner                             | deutscher Klassischer Archäologe                                                                           | 70    |       |
| 27. April | John Clyde Bowen                            | US-amerikanischer Jurist und Politiker                                                                     | 89    |       |
| 27. April | Terry Carpenter                             | US-amerikanischer Politiker                                                                                | 78    |       |
| 27. April | Ralston Crawford                            | kanadisch-amerikanischer Maler, Lithograf, Fotograf und Kunstpädagoge                                      | 71    |       |
| 27. April | John Doeg                                   | US-amerikanischer Tennisspieler                                                                            | 69    |       |
| 27. April | Friedl Fürnberg                             | österreichischer Politiker                                                                                 | 75    |       |
| 27. April | Pierre Jourda                               | französischer Romanist und Literarhistoriker                                                               | 79    |       |
| 27. April | Mohammed Daoud Khan                         | afghanischer Staatsmann                                                                                    | 68    |       |
| 27. April | Guido Stampacchia                           | italienischer Mathematiker                                                                                 | 56    |       |
| 28. April | Fritzi Bartoni                              | österreichische Trapezkünstlerin                                                                           |       |       |
| 28. April | Notker Becker                               | deutscher Benediktiner und Maler                                                                           | 95    |       |
| 28. April | Hermann Budzislawski                        | deutscher Journalist, Medienwissenschaftler und Politiker (SPD, SED), MdV                                  | 77    |       |
| 28. April | Maurice Dela                                | kanadischer Komponist, Organist und Pianist                                                                | 58    |       |
| 28. April | Makhosini Dlamini                           | swasiländischer Politiker, Premierminister von Swasiland                                                   |       |       |
| 28. April | Roman Lasarewitsch Karmen                   | sowjetischer Dokumentarfilmregisseur und Kameramann                                                        | 71    |       |
| 28. April | Josef Kaspar                                | österreichischer Politiker (ÖVP), Mitglied des Bundesrates                                                 | 76    |       |
| 28. April | Evan Klamer                                 | dänischer Radrennfahrer                                                                                    | 55    |       |
| 28. April | Russell Metty                               | US-amerikanischer Kameramann                                                                               | 71    |       |
| 28. April | Philip Neame                                | britischer Sportschütze und Generalleutnant                                                                | 89    |       |
| 28. April | Ghulam Haidar Rasuli                        | afghanischer Politiker                                                                                     |       |       |
| 28. April | Oka Shikanosuke                             | japanischer Maler                                                                                          | 79    |       |
| 29. April | Anton Dichtel                               | deutscher Politiker (CDU), MdL                                                                             | 76    |       |
| 29. April | Louise Frentzel                             | deutsche Juristin und Richterin                                                                            | 75    |       |
| 29. April | Theo Helfrich                               | deutscher Formel-1-Fahrer                                                                                  | 64    |       |
| 29. April | Rüdiger Syberberg                           | deutscher Schriftsteller, Dramatiker und Erzähler                                                          | 78    |       |
| 29. April | El Tari                                     | indonesischer Politiker, Gouverneur und Offizier                                                           | 52    |       |
| 29. April | Karl Vogeler                                | deutscher Chirurg                                                                                          | 89    |       |
| 29. April | Hinrich Wulff                               | deutscher Pädagoge, Leiter der Pädagogischen Hochschule Bremen                                             | 79    |       |
| 29. April | Yasuda Yukihiko                             | japanischer Maler im Nihonga-Stil                                                                          | 94    |       |
| 30. April | Liane Augustin                              | österreichische Sängerin                                                                                   | 50    |       |
| 30. April | Karl Kautzsch                               | deutscher Politiker (USPD, SPD, SED) und MdL Sachsen                                                       | 90    |       |
| April     | Zofia Czajkowska                            | polnische Musikerin und Überlebende der nationalsozialistischen Verfolgung                                 | 72    |       |
| April     | Georg Daßler                                | deutscher Jurist und Kommunalpolitiker (CSU)                                                               | 55    |       |
| April     | Alastair Wicks                              | rhodesischer Söldner                                                                                       |       |       |

## Mai
| Tag     | Name                                | Beruf, bekannt als                                                                           | Alter | Beleg |
| ------- | ----------------------------------- | -------------------------------------------------------------------------------------------- | ----- | ----- |
| 1. Mai  | Aram Chatschaturjan                 | sowjetischer Komponist                                                                       | 74    |       |
| 1. Mai  | Robert Debré                        | französischer Kinderarzt                                                                     | 95    |       |
| 1. Mai  | Adolf Dünnebacke                    | deutscher Politiker (SPD)                                                                    | 86    |       |
| 1. Mai  | Svend Noldan                        | deutscher Maler und Dokumentarfilmregisseur                                                  | 85    |       |
| 1. Mai  | Sylvia Townsend Warner              | britische Schriftstellerin und Musikwissenschaftlerin                                        | 84    |       |
| 1. Mai  | Otto Zedler                         | deutscher Schauspieler und Operettenregisseur                                                | 85    |       |
| 1. Mai  | Hans Severus Ziegler                | deutscher Publizist, Intendant, Lehrer und NS-Funktionär                                     | 84    |       |
| 2. Mai  | Heinz Bongartz                      | deutscher Dirigent und Komponist                                                             | 83    |       |
| 2. Mai  | Jimmy Davidson                      | kanadischer Jazzmusiker und Bigbandleader                                                    | 69    |       |
| 2. Mai  | Matti Lähde                         | finnischer Skilangläufer und Olympiasieger                                                   | 66    |       |
| 3. Mai  | August Fleck                        | deutscher Politiker, MdR                                                                     | 92    |       |
| 3. Mai  | A. Arnold Gillespie                 | US-amerikanischer Spezialeffekt-Experte und Art Director                                     | 78    |       |
| 3. Mai  | Vivi Laurent-Täckholm               | schwedische Botanikerin und Kinderbuchautorin                                                | 80    |       |
| 3. Mai  | Willi Plautz                        | deutscher Politiker (CDU), Abgeordneter der Hamburgischen Bürgerschaft                       | 83    |       |
| 3. Mai  | Pinchas Rosen                       | israelischer Politiker                                                                       | 91    |       |
| 3. Mai  | Arved von Taube                     | deutscher Historiker                                                                         | 72    |       |
| 4. Mai  | Karl Cerff                          | deutscher Beamter und Nationalsozialist                                                      | 71    |       |
| 4. Mai  | Henri Curiel                        | ägyptischer Kommunist                                                                        | 63    |       |
| 4. Mai  | Eduard Max Hofweber                 | deutscher Manager und Verbandsfunktionär                                                     | 86    |       |
| 4. Mai  | Karl Seizinger                      | deutscher Kupferstecher                                                                      | 89    |       |
| 5. Mai  | Emilio Cinense y Abera              | philippinischer Geistlicher, Erzbischof von San Fernando                                     | 66    |       |
| 5. Mai  | Kirtley F. Mather                   | US-amerikanischer Wissenschaftler                                                            | 90    |       |
| 5. Mai  | Johann Móry                         | slowakischer Komponist                                                                       | 85    |       |
| 5. Mai  | Errett P. Scrivner                  | US-amerikanischer Politiker                                                                  | 80    |       |
| 5. Mai  | Lu Synd                             | deutsche Schauspielerin und Filmproduzentin                                                  | 91    |       |
| 6. Mai  | Ethelda Bleibtrey                   | US-amerikanische Schwimmerin                                                                 | 76    |       |
| 6. Mai  | Loyal Griggs                        | US-amerikanischer Kameramann                                                                 | 71    |       |
| 6. Mai  | Heinrich Luhmann                    | deutscher Pädagoge und Heimatdichter                                                         | 87    |       |
| 6. Mai  | Lucie Neupert                       | deutsche Politikerin (USPD/SPD/SED), MdL                                                     | 81    |       |
| 6. Mai  | Otto Vollmer                        | deutscher Politiker (KPD), Gewerkschafter, MdL Württemberg                                   | 83    |       |
| 7. Mai  | Oscar K. Rice                       | US-amerikanischer Chemiker                                                                   | 75    |       |
| 8. Mai  | Samuel Trask Dana                   | US-amerikanischer Forstwissenschaftler                                                       | 95    |       |
| 8. Mai  | Juan Evaristo                       | argentinischer Fußballspieler                                                                | 75    |       |
| 8. Mai  | Duncan Grant                        | schottischer Maler                                                                           | 93    |       |
| 8. Mai  | Satō Kei                            | japanischer Maler                                                                            | 71    |       |
| 9. Mai  | Albert Laprade                      | französischer Architekt                                                                      | 94    |       |
| 9. Mai  | George Maciunas                     | US-amerikanischer Künstler                                                                   | 46    |       |
| 9. Mai  | Aldo Moro                           | italienischer Politiker, Ministerpräsident                                                   | 61    |       |
| 9. Mai  | Karl Svihalek                       | deutscher Gewerkschafter und Politiker (SED), MdV                                            | 56    |       |
| 9. Mai  | Eduard Trautwein                    | deutscher Maler                                                                              | 84    |       |
| 9. Mai  | Willy Wobst                         | deutscher Forstmeister, Beamter und Autor                                                    | 80    |       |
| 10. Mai | Boris Emmanuilowitsch Chaikin       | sowjetischer Dirigent                                                                        | 73    |       |
| 10. Mai | Samuel Broadus Earle                | US-amerikanischer Maschinenbauingenieur                                                      | 100   |       |
| 10. Mai | Bruno Lippmann                      | deutscher Lehrer und Heimatforscher                                                          | 82    |       |
| 10. Mai | Käthe Voderberg                     | deutsche Botanikerin                                                                         | 67    |       |
| 11. Mai | Dave Kerr                           | kanadischer Eishockeyspieler                                                                 | 68    |       |
| 11. Mai | Olga Schor                          | russische bzw. sowjetische Kunstwissenschaftlerin und Literaturwissenschaftlerin             | 83    |       |
| 11. Mai | Glen Sherley                        | US-amerikanischer Countrysänger und Songschreiber                                            | 42    |       |
| 12. Mai | Kenneth W. Dyal                     | US-amerikanischer Politiker                                                                  | 67    |       |
| 12. Mai | Günther Joël                        | deutscher Jurist, Ministerialrat im Reichsjustizministerium und Generalstaatsanwalt von Hamm | 75    |       |
| 12. Mai | Myron Kinley                        | US-amerikanischer Feuerwehrmann                                                              | 81    |       |
| 12. Mai | Wassili Wassiljewitsch Merkurjew    | sowjetischer Schauspieler                                                                    | 74    |       |
| 12. Mai | Alois Pernerstorfer                 | österreichischer Opernsänger                                                                 | 65    |       |
| 12. Mai | Louis Zukofsky                      | amerikanischer Dichter                                                                       | 74    |       |
| 13. Mai | Walt Blackadar                      | US-amerikanischer Wildwasser-Pionier                                                         | 55    |       |
| 13. Mai | Maksimilijan Držečnik               | jugoslawischer Geistlicher, Bischof von Marburg                                              | 74    |       |
| 13. Mai | Guillaume Lieb                      | französischer Fußballspieler                                                                 | 74    |       |
| 13. Mai | Stanislav Rajdl                     | tschechoslowakischer Boxer                                                                   | 66    |       |
| 13. Mai | Eric Treacy                         | britischer Bischof und Eisenbahnfotograf                                                     | 70    |       |
| 14. Mai | Henri Chapron                       | französischer Unternehmer                                                                    | 91    |       |
| 14. Mai | Silvia De Grasse                    | panamaische Sängerin                                                                         | 55    |       |
| 14. Mai | Ludolf von Hohnhorst                | deutscher Konteradmiral                                                                      | 78    |       |
| 14. Mai | Alexander Kipnis                    | ukrainisch-amerikanischer Opernsänger (Bass)                                                 | 87    |       |
| 14. Mai | Ernst Kohn-Bramstedt                | britischer Historiker und Soziologe deutscher Herkunft                                       | 76    |       |
| 14. Mai | William Lear                        | US-amerikanischer Erfinder und Unternehmer                                                   | 75    |       |
| 14. Mai | Paul Mason                          | britischer Diplomat                                                                          | 73    |       |
| 14. Mai | Herbert Rutschke                    | deutscher Politiker (KPD/SED), Widerstandskämpfer und Gewerkschafter (FDGB)                  | 72    |       |
| 14. Mai | Artasches Lipariti Schahinjan       | armenisch-sowjetischer Mathematiker und Hochschullehrer                                      | 71    |       |
| 14. Mai | Max Wilke                           | Schweizer Maler, Zeichner und Dessinateur                                                    |       |       |
| 15. Mai | Dorothy Coburn                      | US-amerikanische Schauspielerin                                                              | 73    |       |
| 15. Mai | Stylianos G. Kapsomenos             | griechischer Gräzist, Sprachwissenschaftler und Neogräzist                                   | 70    |       |
| 15. Mai | Robert Menzies                      | australischer Premierminister                                                                | 83    |       |
| 15. Mai | Walter R. Miles                     | US-amerikanischer Psychologe                                                                 | 93    |       |
| 15. Mai | Friedrich Müller                    | deutscher Fußballspieler                                                                     | 70    |       |
| 15. Mai | Joie Ray                            | US-amerikanischer Mittel- und Langstreckenläufer                                             | 84    |       |
| 15. Mai | Kurt Stössel                        | deutscher Fußballspieler                                                                     | 70    |       |
| 15. Mai | Hermann Tiebert                     | deutscher Maler der neuen Sachlichkeit                                                       | 83    |       |
| 16. Mai | Goffredo Alessandrini               | italienischer Regisseur                                                                      | 73    |       |
| 16. Mai | Alfred Jensen                       | dänischer Turner                                                                             | 86    |       |
| 16. Mai | Gerald Lathbury                     | britischer General und Gouverneur                                                            | 71    |       |
| 16. Mai | Walter Schwier                      | deutscher Politiker (SPD), MdL und Kommunalbeamter                                           | 61    |       |
| 16. Mai | William Steinberg                   | US-amerikanischer Dirigent deutscher Herkunft                                                | 78    |       |
| 17. Mai | Max Hampel                          | deutscher Politiker (DDP, CDU), MdA                                                          | 85    |       |
| 17. Mai | Fritz Kahmann                       | deutscher Politiker (KPD, SED), MdR                                                          | 82    |       |
| 17. Mai | Vladimir Medar                      | jugoslawischer Schauspieler                                                                  |       |       |
| 17. Mai | Peter Pilates                       | deutscher Politiker (Zentrum, CDU), MdL                                                      | 85    |       |
| 17. Mai | August Rucker                       | deutscher Architekt, Hochschullehrer und Politiker                                           | 78    |       |
| 17. Mai | Ljubiša Stefanović                  | jugoslawisch-französischer Fußballspieler                                                    | 68    |       |
| 17. Mai | Armin T. Wegner                     | deutscher Schriftsteller                                                                     | 91    |       |
| 17. Mai | Albert Wigand                       | deutscher Zeichner, Collagist und Maler                                                      | 87    |       |
| 18. Mai | Stewart Adams                       | kanadischer Eishockeyspieler                                                                 | 73    |       |
| 18. Mai | Gerhard Danelius                    | deutscher Politiker (SEW)                                                                    | 65    |       |
| 18. Mai | Alwin Dossmann                      | deutscher Architekt, Schriftsteller und Maler                                                | 84    |       |
| 18. Mai | Selwyn Lloyd                        | britischer Politiker                                                                         | 73    |       |
| 18. Mai | Alfons Wagner                       | deutscher Metallurg                                                                          | 87    |       |
| 18. Mai | Wei Tao-ming                        | taiwanischer Politiker                                                                       |       |       |
| 19. Mai | Anton Wassiljewitsch Ablow          | russisch-moldauischer Chemiker und Hochschullehrer                                           | 72    |       |
| 19. Mai | Johann Diwold                       | österreichischer Politiker (ÖVP), Landtagsabgeordneter                                       | 67    |       |
| 19. Mai | Martha Friedländer                  | deutsche Pädagogin, Exilantin, Pionierin der Sprachheilerziehung                             | 81    |       |
| 19. Mai | Hermann Hiesgen                     | deutscher Schauspieler                                                                       | 65    |       |
| 19. Mai | Teddy Hill                          | US-amerikanischer Tenor-Saxophonist, Big-Band-Leader des Swing und Jazzclub-Manager          | 68    |       |
| 19. Mai | Karin Huppertz                      | deutsche Krankenschwester, Geschäftsführerin                                                 | 83    |       |
| 19. Mai | Albert Kivikas                      | estnischer Schriftsteller und Journalist                                                     | 80    |       |
| 19. Mai | Moses Kotane                        | südafrikanischer Politiker                                                                   | 72    |       |
| 19. Mai | Hellmuth Loening                    | deutscher Präsident des OVG Jena und Senatsvorsitzender am OVG Münster                       | 86    |       |
| 20. Mai | Dick Been                           | niederländischer Fußballspieler                                                              | 63    |       |
| 20. Mai | Harold Whaley Brown                 | US-amerikanischer Augenarzt                                                                  | 79    |       |
| 20. Mai | Bjarne Brustad                      | norwegischer Geiger, Bratscher und Komponist                                                 | 83    |       |
| 20. Mai | Adolf Ehlers                        | deutscher Politiker (SPD), MdBB                                                              | 80    |       |
| 20. Mai | Walther Eichrodt                    | protestantischer Theologe und Alttestamentler                                                | 87    |       |
| 20. Mai | Johannes Rupp                       | deutscher Politiker (NSDAP), MdR                                                             | 75    |       |
| 20. Mai | Gerold Schwarzenbach                | Schweizer Chemiker                                                                           | 74    |       |
| 20. Mai | Johann Sedlmair                     | deutscher Kommunist und KZ-Häftling                                                          | 70    |       |
| 20. Mai | Fritz Szalinski                     | deutscher Bildhauer                                                                          | 72    |       |
| 21. Mai | Walter von Bonhorst                 | deutscher Filmeditor                                                                         | 73    |       |
| 21. Mai | Leo Breiten                         | deutscher Schlagertexter                                                                     | 78    |       |
| 21. Mai | Meinrad Burch-Korrodi               | Schweizer Goldschmied und Kunstsammler                                                       | 80    |       |
| 21. Mai | John Burroughs                      | US-amerikanischer Politiker                                                                  | 71    |       |
| 21. Mai | Gaston Dumont                       | luxemburgischer Radrennfahrer                                                                | 45    |       |
| 21. Mai | John Sydney Fine                    | US-amerikanischer Politiker                                                                  | 85    |       |
| 21. Mai | Hugo Gasteiger                      | österreichisch-deutscher Ophthalmologe und Hochschullehrer                                   | 78    |       |
| 21. Mai | Bruce Geller                        | US-amerikanischer Drehbuchautor, Produzent und Regisseur                                     | 47    |       |
| 21. Mai | Kurt Halbritter                     | deutscher satirischer Zeichner und Karikaturist                                              | 53    |       |
| 21. Mai | Heinrich Jochem                     | deutscher Gewerkschafter und Politiker (SPD), MdL                                            | 80    |       |
| 21. Mai | Gustaf von Numers                   | finnischer Heraldiker und Beamter                                                            | 65    |       |
| 22. Mai | Henri Besairie                      | französischer Geologe                                                                        | 80    |       |
| 22. Mai | Václav Dobiáš                       | tschechischer Komponist                                                                      | 68    |       |
| 22. Mai | Bernd Eistert                       | deutscher Chemiker                                                                           | 75    |       |
| 22. Mai | Aubrey Fitch                        | US-amerikanischer Offizier, Admiral der US-Navy                                              | 94    |       |
| 22. Mai | Colin Hannah                        | australischer Offizier und Gouverneur                                                        | 63    |       |
| 22. Mai | Benedict Nicolson                   | englischer Kunsthistoriker und Redakteur der Zeitschrift „Burlington Magazine“               | 63    |       |
| 22. Mai | Richard Wild                        | neuseeländischer Anwalt, Chief Justice von Neuseeland                                        | 65    |       |
| 23. Mai | Bertram Blank                       | deutscher Verwaltungsjurist und Politiker (SPD), MdB                                         | 48    |       |
| 23. Mai | Robert Bradshaw                     | britischer Politiker von St. Kitts und Nevis                                                 | 61    |       |
| 23. Mai | Marie Bryant                        | US-amerikanische Jazz-Sängerin                                                               |       |       |
| 23. Mai | Joseph Colombo                      | US-amerikanischer Mafioso                                                                    | 63    |       |
| 23. Mai | Ken Kaska                           | deutscher Aphoristiker und Hörspielautor                                                     | 63    |       |
| 23. Mai | Kurt Peters                         | österreichischer Chemiker                                                                    | 80    |       |
| 23. Mai | Maria Rommeler                      | deutsche Politikerin (CDU), MdA                                                              | 83    |       |
| 23. Mai | Hans Eberhard Scholze               | deutscher Denkmalpfleger                                                                     | 57    |       |
| 23. Mai | Birger Sörvik                       | schwedischer Turner                                                                          | 98    |       |
| 24. Mai | Cyrille Adoula                      | kongolesischer Politiker, Premierminister der Demokratischen Republik Kongo                  |       |       |
| 24. Mai | Walter Ebrecht                      | evangelischer Theologe                                                                       | 68    |       |
| 24. Mai | Bruce McKenzie                      | kenianischer Landwirtschaftsminister                                                         | 59    |       |
| 25. Mai | Xhafer Deva                         | kosovo-albanischer Faschist und Innenminister von Großalbanien                               | 74    |       |
| 25. Mai | Hugo Helsten                        | dänischer Turner                                                                             | 83    |       |
| 25. Mai | Albert Huttary                      | österreichischer Glasarbeiter, kommunistischer Widerstandskämpfer                            | 69    |       |
| 25. Mai | Heinrich Meyer                      | deutscher lutherischer Missionar und Bischof                                                 | 73    |       |
| 25. Mai | Theodor Tolsdorff                   | deutscher Generalleutnant im Zweiten Weltkrieg                                               | 68    |       |
| 25. Mai | Artur Vader                         | estnischer Kommunist                                                                         | 58    |       |
| 25. Mai | Franz Wolff-Metternich              | deutscher Kunsthistoriker                                                                    | 84    |       |
| 25. Mai | Hans Zeisner                        | österreichischer Komponist, Geiger und Kapellmeister                                         | 67    |       |
| 26. Mai | Ignacio de Alba y Hernández         | mexikanischer Geistlicher, Bischof von Colima                                                | 87    |       |
| 26. Mai | Erich Hagen                         | deutscher Radrennfahrer                                                                      | 41    |       |
| 26. Mai | Jorge Icaza                         | ecuadorianischer Autor und Theaterregisseur                                                  | 71    |       |
| 26. Mai | Tamara Platonowna Karsawina         | russische Balletttänzerin und Tanzpädagogin                                                  | 93    |       |
| 26. Mai | Georg Müller                        | deutscher Historiker, Germanist, Philosoph und Pädagoge                                      | 84    |       |
| 26. Mai | Johannes Schwarzenberg              | österreichischer Diplomat                                                                    | 75    |       |
| 27. Mai | Kurt Degener                        | deutscher evangelisch-lutherischer Geistlicher und Landessuperintendent                      | 75    |       |
| 27. Mai | Johannes Höhne                      | deutscher katholischer Bischof                                                               | 67    |       |
| 27. Mai | Hanns Obonya                        | österreichischer Schauspieler                                                                | 56    |       |
| 27. Mai | Josef Pfennigmann                   | deutscher Historiker                                                                         | 55    |       |
| 27. Mai | William Strang, 1. Baron Strang     | britischer Diplomat                                                                          | 85    |       |
| 28. Mai | Hannsgeorg Beckert                  | deutscher Architekt                                                                          | 50    |       |
| 28. Mai | Bernard Borderie                    | französischer Filmregisseur und Drehbuchautor                                                | 53    |       |
| 28. Mai | Ernest Cadine                       | französischer Gewichtheber                                                                   | 84    |       |
| 28. Mai | Ben Carré                           | französisch-amerikanischer Filmarchitekt und Filmkulissenmaler                               | 94    |       |
| 28. Mai | Wladislaw Wazlawowitsch Dworschezki | sowjetischer Schauspieler                                                                    | 39    |       |
| 28. Mai | Willi Hoepner                       | deutscher Boxer                                                                              | 55    |       |
| 28. Mai | Enrico Simonetti                    | italienischer Pianist und Filmkomponist                                                      | 54    |       |
| 29. Mai | Hans Werner von Aufseß              | deutscher Jurist                                                                             | 69    |       |
| 29. Mai | Sy Bartlett                         | US-amerikanischer Autor und Produzent                                                        | 77    |       |
| 29. Mai | Juri Ossipowitsch Dombrowski        | sowjetischer Schriftsteller                                                                  | 69    |       |
| 29. Mai | Theo M. Landmann                    | deutscher Glasmaler                                                                          | 75    |       |
| 29. Mai | Hans Mahnke                         | deutscher Theaterschauspieler                                                                | 73    |       |
| 29. Mai | Adam Orth                           | deutscher Musiklehrer für Zupfinstrumente und Komponist                                      | 88    |       |
| 29. Mai | Nazli Sabri                         | ägyptische Königin                                                                           | 83    |       |
| 29. Mai | Ali Soilih                          | komorischer Staatschef                                                                       | 41    |       |
| 29. Mai | Johann Zach                         | österreichischer Politiker (ÖVP), Landesrat in Niederösterreich                              | 85    |       |
| 30. Mai | Jean Deslauriers                    | kanadischer Geiger, Dirigent und Komponist                                                   | 68    |       |
| 30. Mai | Gotthard Handrick                   | deutscher Sportler und Jagdflieger                                                           | 69    |       |
| 30. Mai | Katayama Tetsu                      | japanischer Premierminister                                                                  | 90    |       |
| 30. Mai | Otto Kipp                           | deutscher Widerstandskämpfer und Interbrigadist                                              | 74    |       |
| 30. Mai | Raymond Le Sénéchal                 | französischer Jazzpianist und Vibraphonist                                                   | 48    |       |
| 31. Mai | Maja Berezowska                     | polnische Malerin, Grafikerin, Karikaturistin und Bühnenbildnerin                            | 80    |       |
| 31. Mai | József Bozsik                       | ungarischer Fußballspieler und Fußballtrainer                                                | 52    |       |
| 31. Mai | Gert Buchheit                       | deutscher Historiker und Germanist                                                           | 77    |       |
| 31. Mai | Josep Gonzalvo                      | spanischer Fußballspieler und -trainer                                                       | 58    |       |
| 31. Mai | Hannah Höch                         | deutsche Malerin, Grafikerin und Collagekünstlerin des Dadaismus                             | 88    |       |
| 31. Mai | Armin Meier                         | deutscher Schauspieler                                                                       |       |       |
| 31. Mai | William A. Purtell                  | US-amerikanischer Politiker                                                                  | 81    |       |
| 31. Mai | Heinz Scholz                        | deutscher Schauspieler                                                                       | 68    |       |
| 31. Mai | Lloyd Wright                        | US-amerikanischer Architekt und Landschaftsarchitekt                                         | 88    |       |
| Mai     | Werner Klimpt                       | deutscher und US-amerikanischer Ökonom und Mathematiker                                      | ~78   |       |
| Mai     | Averill Abraham Liebow              | US-amerikanischer Pathologe                                                                  | 67    |       |
| Mai     | Marlowe Morris                      | US-amerikanischer Jazzpianist und -organist                                                  |       |       |
| Mai     | Robert Petway                       | US-amerikanischer Blues-Gitarrist                                                            | 70    |       |

## Juni
| Tag      | Name                              | Beruf, bekannt als                                                                               | Alter | Beleg |
| -------- | --------------------------------- | ------------------------------------------------------------------------------------------------ | ----- | ----- |
| 1. Juni  | James Browning Allen              | US-amerikanischer Politiker                                                                      | 65    |       |
| 1. Juni  | Erich Auer                        | deutscher Widerstandskämpfer gegen den Nationalsozialismus                                       | 76    |       |
| 1. Juni  | Wilfrid Baumgartner               | französischer Bankier und Politiker                                                              | 76    |       |
| 1. Juni  | John W. Burton                    | US-amerikanischer Filmproduzent und Kameramann                                                   | 71    |       |
| 1. Juni  | Hermann Schramm                   | deutscher Maschinenbauingenieur, Fabrikdirektor und Senator (Bayern)                             | 84    |       |
| 1. Juni  | Arthur Woodburn                   | schottischer Politiker der Labour Party und Mitglied des House of Commons                        | 87    |       |
| 2. Juni  | Frank Stanley Barnes              | britischer Autorennfahrer                                                                        | 77    |       |
| 2. Juni  | Santiago Bernabéu                 | spanischer Fußballfunktionär, Präsident von Real Madrid (1943–1978)                              | 82    |       |
| 2. Juni  | Peter Geyermann                   | deutscher römisch-katholischer Ordensmann, Missionar und Märtyrer                                | 36    |       |
| 2. Juni  | David William Lane                | britischer Offizier der Luftstreitkräfte des Vereinigten Königreichs                             | 71    |       |
| 2. Juni  | Herbert Rimpl                     | deutscher Architekt                                                                              | 76    |       |
| 02. Juni | Lini Söhnchen                     | deutsche Wasserspringerin                                                                        | 80    |       |
| 2. Juni  | Tsugitani Shōzō                   | japanischer Fußballspieler                                                                       | 37    |       |
| 2. Juni  | Aldo Trivella                     | italienischer Skispringer                                                                        | 57    |       |
| 3. Juni  | George Beijers                    | niederländischer Fußballspieler                                                                  | 82    |       |
| 3. Juni  | Eberhard Gildemeister             | deutscher Architekt                                                                              | 80    |       |
| 3. Juni  | Karl Ferdinand Herzfeld           | österreichisch-amerikanischer Physiker                                                           | 86    |       |
| 3. Juni  | Jack Keller                       | US-amerikanischer Hürdenläufer                                                                   | 66    |       |
| 3. Juni  | Rudolf Lodders                    | deutscher Architekt                                                                              | 76    |       |
| 3. Juni  | Ferdinand Murr                    | estnischer Fußballspieler                                                                        | 65    |       |
| 3. Juni  | Lilo Rasch-Naegele                | deutsche Malerin und Graphikerin sowie Gebrauchsgrafikerin, Modezeichnerin und Buchillustratorin | 63    |       |
| 3. Juni  | Hans Schöchlin                    | Schweizer Ruderer                                                                                | 85    |       |
| 3. Juni  | Rüdiger Schwarz                   | deutscher Landesforstmeister                                                                     | 64    |       |
| 3. Juni  | So Phim                           | kambodschanischer Politiker und Militärführer                                                    |       |       |
| 3. Juni  | Billy Wallace                     | US-amerikanischer Komponist, Country- und Rockabilly-Musiker                                     | 61    |       |
| 4. Juni  | Alois Betschart                   | Schweizer Volksmusiker                                                                           | 51    |       |
| 4. Juni  | Alois Herrmann                    | deutscher Schauspieler                                                                           | 83    |       |
| 4. Juni  | Ernst Langlotz                    | deutscher Klassischer Archäologe                                                                 | 82    |       |
| 4. Juni  | Thomas Poulter                    | US-amerikanischer Physiker und Polarforscher                                                     | 81    |       |
| 4. Juni  | Leopold Rudolf                    | österreichischer Schauspieler                                                                    | 67    |       |
| 4. Juni  | Jorge de Sena                     | portugiesischer Schriftsteller, Literaturwissenschaftler und Übersetzer                          | 58    |       |
| 5. Juni  | Bernhard Ahrens                   | deutscher Politiker (SPD), MdL                                                                   | 72    |       |
| 5. Juni  | Lothar Bohlen                     | deutscher Kaufmann                                                                               | 91    |       |
| 5. Juni  | Hanns Hubert Hofmann              | deutscher Historiker                                                                             | 55    |       |
| 5. Juni  | Wilhelm Nieswandt                 | deutscher Politiker (SPD), MdL, Oberbürgermeister von Essen                                      | 80    |       |
| 5. Juni  | Armin Schobel                     | österreichischer Ingenieur und Hochschullehrer                                                   | 82    |       |
| 5. Juni  | Wilhelm Westphal                  | deutscher Physiker                                                                               | 96    |       |
| 6. Juni  | Shad Collins                      | US-amerikanischer Jazz-Trompeter des Swing                                                       | 67    |       |
| 6. Juni  | Frits Eijken                      | niederländischer Ruderer                                                                         | 84    |       |
| 6. Juni  | Pius Haugg                        | deutscher Politiker (CSU, BP), MdL Bayern                                                        | 73    |       |
| 6. Juni  | Kitazono Katsue                   | japanischer Lyriker                                                                              | 75    |       |
| 6. Juni  | Angelos Messaris                  | griechischer Fußballspieler                                                                      |       |       |
| 6. Juni  | Georg Naumann                     | deutscher Naturwissenschaftler                                                                   | 76    |       |
| 6. Juni  | Theodor Rowehl                    | deutscher Luftwaffenoffizier                                                                     | 84    |       |
| 6. Juni  | Bruno Skrehunetz                  | österreichischer Journalist                                                                      | 79    |       |
| 7. Juni  | Wilhelm Zeno Diemer               | deutscher Schauspieler bei Bühne und Fernsehen                                                   | 75    |       |
| 7. Juni  | Charles Moran                     | US-amerikanischer Unternehmer und Autorennfahrer                                                 | 72    |       |
| 7. Juni  | Ronald George Wreyford Norrish    | englischer Chemiker und Nobelpreisträger für Chemie                                              | 80    |       |
| 7. Juni  | Edwin Pinto                       | indischer Ordensgeistlicher, Bischof von Ahmedabad                                               | 77    |       |
| 07. Juni | Winfred Rolker                    | US-amerikanischer Leichtathlet                                                                   | 86    |       |
| 7. Juni  | Walter Siebelist                  | deutscher Maler, Grafiker und Bauplastiker                                                       | 74    |       |
| 8. Juni  | Konstanty Gutschow                | deutscher Architekt und Stadtplaner                                                              | 75    |       |
| 8. Juni  | Jenny Hasselquist                 | schwedische Tänzerin und Schauspielerin                                                          | 83    |       |
| 8. Juni  | Joseph Montoya                    | US-amerikanischer Politiker                                                                      | 62    |       |
| 8. Juni  | Jean Proess                       | luxemburgischer Sprinter und Mittelstreckenläufer                                                | 82    |       |
| 8. Juni  | Bruno von Uthmann                 | deutscher Generalleutnant und Militärattaché in Stockholm                                        | 87    |       |
| 9. Juni  | Nikolaus von Rumänien             | rumänischer Adeliger, Prinz von Hohenzollern-Sigmaringen und Automobilrennfahrer                 | 74    |       |
| 9. Juni  | Ernst-August Rumpeltin            | deutscher Zeitungsverleger                                                                       | 74    |       |
| 9. Juni  | Martin Thomsen                    | deutscher Chirurg und Missionsarzt                                                               | 75    |       |
| 10. Juni | Rudolf Barthel                    | deutscher Musikerzieher, Dirigent, Arrangeur und Komponist                                       | 69    |       |
| 10. Juni | Ralph Berzsenyi                   | ungarischer Sportschütze                                                                         | 69    |       |
| 10. Juni | Dirk Bus                          | niederländischer Bildhauer                                                                       | 70    |       |
| 10. Juni | Horst Gerson                      | niederländischer Kunsthistoriker                                                                 | 71    |       |
| 10. Juni | Karl Harder                       | deutscher Schachkomponist                                                                        | 74    |       |
| 10. Juni | Hans Heinrich von Holstein        | deutscher Verwaltungsjurist und Landrat                                                          | 89    |       |
| 10. Juni | Ingo von Koerber                  | deutscher Politiker (LDPD), MdV                                                                  | 87    |       |
| 10. Juni | Väinö Muinonen                    | finnischer Marathonläufer                                                                        | 79    |       |
| 10. Juni | Anton Perschl                     | österreichischer Rapportführer im KZ-Nebenlager St. Aegyd                                        | 71    |       |
| 10. Juni | Alexander Tietz                   | deutscher Ethnograf, Lehrer und Schriftsteller                                                   | 82    |       |
| 11. Juni | Jānis Daliņš                      | lettischer Geher                                                                                 | 73    |       |
| 11. Juni | George Eyston                     | britischer Ingenieur, Rekord- und Automobilrennfahrer                                            | 80    |       |
| 11. Juni | Wolfgang Hagemann                 | deutscher Historiker                                                                             | 67    |       |
| 11. Juni | Hartmut Kallmann                  | deutsch-US-amerikanischer Physiker                                                               | 82    |       |
| 11. Juni | Hans Köpf                         | deutscher Politiker (CDU)                                                                        | 64    |       |
| 11. Juni | Konrad Krauß                      | deutscher Fußballspieler                                                                         | 73    |       |
| 11. Juni | Léon Lommel                       | luxemburgischer Geistlicher, römisch-katholischer Bischof von Luxemburg                          | 85    |       |
| 11. Juni | John Alexander MacAulay           | kanadischer Anwalt und Präsident des kanadischen Roten Kreuzes                                   | 83    |       |
| 11. Juni | Ernst Paul                        | deutscher Politiker (SPD), MdB                                                                   | 81    |       |
| 11. Juni | Albert Alois Scheurle             | deutscher Historiker und Archivar                                                                | 80    |       |
| 11. Juni | Anton Josef Storch-Alberti        | österreichischer Maler                                                                           | 85    |       |
| 12. Juni | Johnny Bond                       | US-amerikanischer Country-Sänger und Songwriter                                                  | 63    |       |
| 12. Juni | Guo Moruo                         | chinesischer Schriftsteller und Politiker                                                        |       |       |
| 12. Juni | Ed Kirkeby                        | US-amerikanischer Bandleader                                                                     | 86    |       |
| 12. Juni | Marjorie McClelland               | US-amerikanische Kinderpsychologin und Judenretterin                                             | 64    |       |
| 12. Juni | Hans Peters                       | deutscher Graphiker, Maler und Kunstpädagoge                                                     | 92    |       |
| 12. Juni | Herbert Rittlinger                | deutscher Schriftsteller, Fotograf, Forschungsreisender und Pionier des Kanusports               | 68    |       |
| 12. Juni | Georg Siimenson                   | estnischer Fußballspieler                                                                        | 66    |       |
| 13. Juni | Tony Frangieh                     | libanesischer Politiker und Milizführer                                                          | 38    |       |
| 13. Juni | Richard Laugs                     | deutscher Dirigent und Pianist                                                                   | 71    |       |
| 13. Juni | Irene Peacock                     | südafrikanische Tennisspielerin                                                                  | 85    |       |
| 13. Juni | Alice Rey Colaço                  | portugiesische Malerin, Illustratorin, Sängerin, Bühnen- und Kostümbildnerin                     | 87    |       |
| 13. Juni | Heinrich Georg Stahmer            | nationalsozialistischer deutscher Diplomat                                                       | 86    |       |
| 13. Juni | Paul Wittek                       | österreichischer Orientalist und Historiker                                                      | 84    |       |
| 14. Juni | Theodoros Karyotakis              | griechischer Komponist                                                                           | 74    |       |
| 14. Juni | Josef Köberle                     | württembergischer Landwirt und Politiker (Zentrum, CDU)                                          | 77    |       |
| 14. Juni | Eugen Leuthold                    | Schweizer Elektroingenieur                                                                       | 75    |       |
| 14. Juni | Matty Matlock                     | US-amerikanischer Jazzmusiker und Arrangeur                                                      | 71    |       |
| 14. Juni | Leopold Millwisch                 | österreichischer Politiker (SPÖ), Mitglied des Bundesrates                                       | 68    |       |
| 14. Juni | Quinn Wilson                      | US-amerikanischer R&B- und Jazzmusiker                                                           | 69    |       |
| 14. Juni | Stanisława Witekowa               | polnische Chemikerin                                                                             | 65    |       |
| 15. Juni | Friedrich Caspary                 | deutscher Politiker (SPD), MdL                                                                   | 77    |       |
| 15. Juni | Herwart Opitz                     | deutscher Ingenieur                                                                              | 73    |       |
| 15. Juni | Frederick G. Payne                | US-amerikanischer Politiker                                                                      | 73    |       |
| 15. Juni | Kurt Westphal                     | deutscher Musikwissenschaftler und Musikjournalist                                               | 73    |       |
| 15. Juni | Paul Thomas Young                 | US-amerikanischer Psychologe                                                                     | 86    |       |
| 16. Juni | Kainoshō Tadaoto                  | japanischer Maler                                                                                | 83    |       |
| 16. Juni | Gustav Korkhaus                   | deutscher Zahnarzt                                                                               | 83    |       |
| 16. Juni | Felicia Montealegre               | chilenische Bühnen- und Fernsehschauspielerin                                                    | 56    |       |
| 16. Juni | Hans Ritter                       | deutscher Jurist, Landrat und Senator (Bayern)                                                   | 87    |       |
| 16. Juni | Willi Rose                        | deutscher Bühnen- und Filmschauspieler                                                           | 76    |       |
| 16. Juni | Edward Harrison Taylor            | US-amerikanischer Herpetologe                                                                    | 89    |       |
| 17. Juni | Willibrord Neumüller              | österreichischer Lehrer, Gelehrter und Schriftsteller                                            | 68    |       |
| 18. Juni | Clifford Allen                    | US-amerikanischer Politiker                                                                      | 66    |       |
| 18. Juni | Nils Backstrom                    | US-amerikanischer Skilangläufer                                                                  | 77    |       |
| 18. Juni | Dingle Foot                       | britischer Politiker (Labour Party), Mitglied des House of Commons                               | 72    |       |
| 18. Juni | Erich Kraut                       | deutscher Unternehmer                                                                            | 86    |       |
| 18. Juni | Kurt Krautter                     | deutscher politischer Funktionär (KPD) und Richter                                               | 73    |       |
| 18. Juni | Dragoslav Mihajlović              | jugoslawischer Fußballspieler                                                                    | 71    |       |
| 18. Juni | David Thornley                    | irischer Politiker                                                                               | 42    |       |
| 19. Juni | Donald James Allan                | britischer Klassischer Philologe (Gräzist) und Philosophiehistoriker                             | 70    |       |
| 19. Juni | Friderica Derra de Moroda         | österreichisch-britische Tänzerin, Tanzpädagogin, Tanzwissenschaftlerin                          | 81    |       |
| 19. Juni | Ernst Heubach                     | deutscher Jurist, Verwaltungsbeamter und Landrat                                                 | 80    |       |
| 19. Juni | Sven Halvar Löfgren               | schwedischer Arzt                                                                                | 68    |       |
| 19. Juni | Carl-Allan Moberg                 | schwedischer Musikwissenschaftler                                                                | 82    |       |
| 19. Juni | Leonhard Niehaus                  | deutscher NSDAP-Funktionär und Politiker                                                         | 81    |       |
| 19. Juni | Lancelot Royle                    | britischer Sprinter                                                                              | 80    |       |
| 20. Juni | Wolfgang Bargmann                 | deutscher Anatom und Wissenschaftspolitiker                                                      | 72    |       |
| 20. Juni | Mark Robson                       | kanadischer Filmregisseur, Filmproduzent und Filmeditor                                          | 64    |       |
| 21. Juni | Wilhelm Borner                    | deutscher Industrieller                                                                          | 88    |       |
| 21. Juni | Stephen Ferrando                  | italienischer Ordensgeistlicher, römisch-katholischer Bischof                                    | 82    |       |
| 21. Juni | Max Fürst                         | deutscher Schriftsteller                                                                         | 73    |       |
| 21. Juni | Pedro Hernaez                     | philippinischer Politiker, Rechtsanwalt und Unternehmer                                          | 78    |       |
| 21. Juni | Hans Oprecht                      | Schweizer Politiker und Gewerkschafter                                                           | 83    |       |
| 21. Juni | Helga Reusch                      | deutsche Klassische Archäologin                                                                  | 62    |       |
| 21. Juni | Wilhelm Schnee                    | deutscher Jurist und Landrat                                                                     | 69    |       |
| 21. Juni | Ulrich Steindorff                 | deutscher Schriftsteller, Übersetzer und Journalist                                              | 90    |       |
| 21. Juni | Luther Youngdahl                  | US-amerikanischer Jurist und Politiker                                                           | 82    |       |
| 22. Juni | Joseph Büttner                    | deutscher Politiker (Zentrum, CDU), MdL                                                          | 79    |       |
| 22. Juni | Paul Häberer                      | deutscher Maler                                                                                  | 76    |       |
| 22. Juni | Jens Otto Krag                    | dänischer Politiker (Sozialdemokrat), Mitglied des Folketing                                     | 63    |       |
| 22. Juni | Roland Mitsche                    | österreichischer Montanist und Hochschullehrer                                                   | 74    |       |
| 22. Juni | Heinz-Günter Stamm                | deutscher Schauspieler, Hörspiel- und Theaterregisseur                                           | 70    |       |
| 22. Juni | Nico Turoff                       | ukrainisch-stämmiger Boxer und Schauspieler                                                      | 78    |       |
| 23. Juni | Leonore Ehn                       | österreichische Schauspielerin                                                                   | 89    |       |
| 23. Juni | Friedrich Schult                  | deutscher Pädagoge, Dichter, Maler und Grafiker                                                  | 89    |       |
| 23. Juni | Kim Winona                        | US-amerikanische Schauspielerin                                                                  | 47    |       |
| 24. Juni | Alfredo Bannenberg                | deutscher Puppenspieler, Varietékünstler und Autor                                               | 76    |       |
| 24. Juni | Robert Charroux                   | französischer Schriftsteller                                                                     | 69    |       |
| 24. Juni | Ahmed Hussein al-Ghaschmi         | norjeminitischer Staatspräsident                                                                 |       |       |
| 24. Juni | Mstislaw Wsewolodowitsch Keldysch | sowjetisch-russischer Mechaniker, Aeronautiker und Mathematiker                                  | 67    |       |
| 24. Juni | William M. Ketchum                | US-amerikanischer Politiker                                                                      | 56    |       |
| 24. Juni | Willy Kutschbach                  | deutscher Radrennfahrer                                                                          | 71    |       |
| 25. Juni | Ahmad Koroh                       | malaysischer Yang di-Pertua Negeri Sabah (zeremonielles Staatsoberhaupt von Sabah)               | 53    |       |
| 25. Juni | Herbert Klein                     | deutscher Rechtsanwalt, Politiker (CDU), MdL und Beamter                                         | 75    |       |
| 25. Juni | Willi Mentz                       | deutscher SS-Unterscharführer und verurteilter Kriegsverbrecher im Treblinka-Prozess             | 74    |       |
| 25. Juni | Werner T. Schaurte                | deutscher Fabrikbesitzer und Industrieller                                                       | 85    |       |
| 25. Juni | Hans Siegl                        | deutscher Motorrad-Bahnrennfahrer                                                                | 33    |       |
| 25. Juni | Bob Wyman                         | britischer Eishockeyspieler und Eisschnellläufer                                                 | 69    |       |
| 26. Juni | Salim Rubai Ali                   | jemenitischer Politiker                                                                          |       |       |
| 26. Juni | George Wallace Kenner             | britischer Chemiker (Organische Chemie)                                                          | 55    |       |
| 26. Juni | Hans Knöll                        | deutscher Arzt und Mikrobiologe                                                                  | 65    |       |
| 26. Juni | Erich Waske                       | deutscher Maler                                                                                  | 89    |       |
| 26. Juni | Sid Wyman                         | US-amerikanischer Glücks- und Pokerspieler                                                       | 68    |       |
| 27. Juni | Edgar Ferreira do Amaral          | brasilianischer General                                                                          | 84    |       |
| 27. Juni | Antonio Calderara                 | italienischer Maler                                                                              | 74    |       |
| 27. Juni | Josette Day                       | französische Schauspielerin                                                                      | 63    |       |
| 27. Juni | Karl Laux                         | deutscher Musikwissenschaftler, Musikkritiker und Politiker, MdV                                 | 81    |       |
| 27. Juni | Bernhard Lisson                   | deutscher Jesuit, Missionar und Märtyrer                                                         | 68    |       |
| 27. Juni | Gregor Richert                    | deutscher römisch-katholischer Geistlicher, Jesuit, Missionar und Märtyrer                       | 48    |       |
| 27. Juni | Karl Saur                         | deutscher Bauingenieur und Politiker                                                             |       |       |
| 28. Juni | Lina Buscham                      | deutsche Politikerin (FDP), MdL                                                                  | 88    |       |
| 28. Juni | Clifford Dupont                   | erster rhodesischer Präsident (Rhodesian Front)                                                  | 72    |       |
| 28. Juni | Erich Hampe                       | deutscher Offizier, Präsident der Bundesanstalt für Zivilen Luftschutz                           | 88    |       |
| 28. Juni | Hansen-Bahia                      | deutsch-brasilianischer Grafiker                                                                 | 63    |       |
| 28. Juni | Iuliu Hirțea                      | rumänischer Priester, Weihbischof in Großwardein                                                 | 64    |       |
| 28. Juni | Roman Sabiński                    | polnischer Eishockeyspieler                                                                      | 69    |       |
| 28. Juni | Ernest Winar                      | niederländischer Schauspieler und Regisseur                                                      | 83    |       |
| 29. Juni | Erhard Asmus                      | deutscher Autor von plattdeutschen Lustspielen                                                   | 70    |       |
| 29. Juni | Juke Boy Bonner                   | US-amerikanischer Bluessänger, Gitarrist und Mundharmonikaspieler                                | 46    |       |
| 29. Juni | Bob Crane                         | US-amerikanischer Schauspieler                                                                   | 49    |       |
| 29. Juni | Heinz Heger                       | österreichischer Schriftsteller                                                                  |       |       |
| 29. Juni | Kurt Knodt                        | deutscher Politiker (SPD), MdL                                                                   | 68    |       |
| 29. Juni | Johannes von Rudloff              | deutscher Geistlicher, römisch-katholischer Weihbischof und Bischofsvikar                        | 81    |       |
| 29. Juni | Karl Schuster                     | deutscher KPD-Funktionär und Widerstandskämpfer                                                  | 82    |       |
| 30. Juni | Gustav Adolf Küppers              | deutscher Siedlungsforscher und Tobinamburzüchter                                                | 84    |       |
| 30. Juni | Robert Platt, Baron Platt         | britischer Arzt                                                                                  | 78    |       |
| 30. Juni | Frank Santillo                    | US-amerikanischer Filmeditor                                                                     | 65    |       |
| 30. Juni | Alexei Alexejewitsch Sidorow      | sowjetischer Kunsthistoriker                                                                     | 87    |       |
| Juni     | Jackie Scott                      | nordirischer Fußballspieler                                                                      | 44    |       |
| 23. Juni | George Redston Warner             | britischer Gesandter                                                                             | 98    |       |